# Sofja Melikjan
Sofja Melikjan (armenisch Սոֆյա Մելիքյան, * 11. Februar 1978 in Jerewan) ist eine armenische Pianistin.

## Leben und Werk
Melikjan schloss ihr Studium am Real Conservatorio Superior de Música de Madrid bei Joaquin Soriano mit Auszeichnung ab und begann ein Aufbaustudium an der École Normale de Musique de Paris bei Ramzi Yassa, wo sie 2003 das Diplome Superieure d'Execution erhielt. An der Manhattan School of Music in New York erhielt sie den Master of Music als Stipendiatin von Solomon Mikowsky. Weitere Pianisten, die sie betreut haben, sind Brigitte Engerer und Galina Eguiazarova. Sie nahm an Meisterkursen mit Musikern wie Vitali Margulis, John O’Connor, Fanny Solter, François-René Duchâble, Piotr Paleczny, Menahem Pressler und Horacio Gutierrez teil. Sie trat als Solistin unter anderem mit dem Armenian Philharmonic Orchestra, dem Radio- und Fernsehsinfonieorchester Spaniens, dem Cordoba Symphony Orchestra, dem National Youth Orchestra Spaniens, dem Valencia Symphony Orchestra, dem New Europe Chamber Orchestra und dem Philharmonic Orchestra Andalucía auf. Sie hatte Konzerte in der Carnegie Hall, im Lincoln Center, in der American Liszt Society in New York, im Kennedy Center in Washington, im Opernhaus von Guangzhou in China, in der bulgarischen Konzerthalle in Sofia, im Auditorium von Santiago de Compostela in Spanien und beim „Chopin +“-Festival in Luxemburg, sowie Debüts mit dem National Symphony Orchestra von Kuba in Havanna, dem North Shore Symphony Orchestra in Chicago und dem Vancouver Symphony Orchestra in den USA. Daneben spielte sie viele Live-Aufnahmen für Radio- und Fernsehsendungen in Europa und den USA.

## Preise und Auszeichnungen
- erster Preis und Preis für herausragendes Musiktalent beim Internationalen Klavierwettbewerb Marisa Montiel in Linares
- erster Preis beim Internationalen Klavierwettbewerb Ibiza in Spanien
- erster Preis für Musikinterpretation der Vereinigung „Amigos del Colegio de España“ in Paris
- Gewinnerin des „Artists International“ -Wettbewerbs in New York
- Spitzen- und Sonderpreise bei den internationalen Wettbewerben José Iturbi und Maria Canals in Spanien
- Goldmedaillengewinnerin beim Internationalen Kammermusikwettbewerb von New England in Boston
- 2. Preisträgerin beim Internationalen Kammermusikwettbewerb von J.C. Arriaga in Stamford, USA.

## Diskografie (Auswahl)
- 2015: Armenian Composers: Art Songs and Piano Music by Melikian, Mansurian and Avenesov
- 2017: Women
- 2018: Granados / Mompou: Spanish Piano Music (Goyescas / Variations on a Theme of Chopin)